# バレーボールスリランカ男子代表
バレーボールスリランカ男子代表は、バレーボールの国際大会で編成されるスリランカの男子バレーボールナショナルチームである。

## 歴史
1955年に国際バレーボール連盟へ加盟。インド、パキスタンとともに南アジア競技大会に出場しているチームである。アジア選手権の初出場は第5回大会の1989年アジア選手権で、1995年の第7回大会で最高位の9位となった。2009年アジア選手権は15位決定戦を棄権し16位に終わった。

## 過去の成績

### オリンピックの成績
- 出場なし

### 世界選手権の成績
- 出場なし

### アジア選手権の成績
- 1989年 - 13位
- 1993年 - 13位
- 1995年 - 9位
- 1997年 - 13位
- 1999年 - 12位
- 2007年 - 14位
- 2009年 - 16位